# (200290) 2000 AD108
(200290) 2000 AD108 es un asteroide perteneciente al cinturón de asteroides descubierto el 5 de enero de 2000 por el equipo del Lincoln Near-Earth Asteroid Research desde el Laboratorio Lincoln, Socorro, Nuevo México, Estados Unidos.

## Designación y nombre
Designado provisionalmente como 2000 AD108.

## Características orbitales
2000 AD108 está situado a una distancia media del Sol de 2,761 ua, pudiendo alejarse hasta 3,216 ua y acercarse hasta 2,307 ua. Su excentricidad es 0,164 y la inclinación orbital 10,07 grados. Emplea 1676,34 días en completar una órbita alrededor del Sol.

## Características físicas
La magnitud absoluta de 2000 AD108 es 15,6. Tiene 4,201 km de diámetro y su albedo se estima en 0,076. 